# He Won a Ranch
He Won a Ranch é um curta-metragem mudo norte-americano de 1914, do gênero comédia, com o ator cômico Oliver Hardy.

## Elenco
- Jerold T. Hevener - Isaac Rosenstein
- Raymond McKee - Dan Bell
- Ben Walker - Jim Bell
- James Hodges - Algie
- Oliver Hardy - Um vaqueiro (como Babe Hardy)